# Ukraiinka, Sofiivka
Ukraiinka (în ucraineană Українка) este un sat în comuna Jovtneve din raionul Sofiivka, regiunea Dnipropetrovsk, Ucraina.

## Demografie
Componența lingvistică a localității Ukraiinka
     Ucraineană (95,48%)
     Rusă (4,52%)
Conform recensământului din 2001, majoritatea populației localității Ukraiinka era vorbitoare de ucraineană (95,48%), existând în minoritate și vorbitori de rusă (4,52%).